# Benedicto Torralba de Damas
Benedicto Torralba de Damas (Salobreña, Granada, 10 de septiembre de 1899 - Ponts, Lérida, 14 de noviembre de 1936) fue un escritor, periodista y político carlista español.

## Biografía
Nació en 1899 en la localidad granadina de Salobreña, cursando sus primeros estudios en Navas de San Juan, donde su padre tenía una notaría, y posteriormente el bachillerato en Úbeda y en el colegio jesuita de Gijón. Estudió Derecho por correspondencia, examinándose en Madrid. Se licenció asimismo en Filosofía y Letras por la Universidad de Granada.
Torralba de Damas fue fundamentalmente escritor. Escribió varios poemas, entre ellos, Las Infantinas (uno de los más inspirados); la comedia carlista Más leal que galante, que publicó en conjunto con su buen amigo Antonio Pérez de Olaguer; gran cantidad de sonetos, odas, romances, epitalamios y distintos tipos de versos, que publicó en numerosas revistas y diarios de España. También escribió novelas, como En los nidos de antaño (por la que obtuvo un premio), El legado, El idilio inacabado, La ruina de una casa noble y Filosofía del toreo, además de muchos cuentos y artículos, la mayoría de los cuales aparecieron en la revista católica de Barcelona La Familia, de la que fue redactor jefe.
Por mandato de la jerarquía católica fundó y dirigió la revista de la Exposición Misional Española (1928-1930). También fue el fundador y director del semanario tradicionalista Don Fantasma, que fue prohibido por las autoridades de la Generalidad de Cataluña, durante la Segunda República. Posteriormente fundó Guirigay, un nuevo semanario carlista sucesor de Don Fantasma. Colaboró además en otros periódicos políticos, entre ellos, Reacción.
Fue un gran orador y realizó conferencias contra la blasfemia en Tarrasa y otras poblaciones cercanas. Como activo militante carlista, actuó intensamente en política, ocupando altos cargos en el movimiento legitimista. Fue vocal del círculo tradicionalista de San Andrés de Palomar. En julio de 1936, al estallar la Guerra Civil Española, era secretario general de la Comunión Tradicionalista en Cataluña, participando celosamente en la preparación del golpe contra la República. En ese momento se encontraba con su familia en el pequeño pueblo de Bor, en los Pirineos, desde donde intentó pasar a la zona nacional, sin lograrlo. Fue detenido por carabineros republicanos, junto con otros fugitivos, y encarcelado en Seo de Urgel. El 14 de noviembre de 1936 fue conducido a Lérida con otros presos, pero no llegaron a su destino, siendo fusilados cerca de Ponts.
Acabada la guerra en Cataluña, Antonio Pérez de Olaguer recorrió toda la región buscándolo, sin encontrarlo. En 1939 le dedicó un artículo, dividido en dos partes, en el periódico La Avalancha de Pamplona, en cumplimiento de una promesa que le hiciera antes de la guerra en caso de que alguno de los dos muriera, que finalizó con las palabras:

«con la gracia de Dios, espero poder proclamar en todas partes, un día y otro, el fervor patriótico, la inteligencia grande, el catolicismo sublime, de mi maestro y amigo, de mi colaborador y hermano, al que España debe tanto...»

## Obras
- Las Infantinas (1919)
- El legado (1925)
- El idilio inacabado (1928)
- Montserrat: la montaña milagro (1929)
- Filosofía del toreo (1932)
- Más leal que galante: drama en dos actos y en verso (1935)
- En los nidos de antaño
- La ruina de una casa noble